# Ладика Володимир Іванович
Ладика Володимир Іванович (23 серпня 1962, Підлипне) — український зооінженер. Ректор Сумського національного аграрного університету. Заступник міністра аграрної політики та продовольства України в уряді Микола Азарова (2011).
Доктор сільськогосподарських наук (1999), академік Національної академії аграрних наук України (2010). 
Почесний професор Національного аграрного університету Вірменії.

## Біографія
Народився 23 серпня 1962 р. у селі Підлипне Конотопського району Сумської області. У 1984 р. закінчив Сумську філію Харківського сільськогосподарського інституту ім. В. В. Докучаєва за спеціальністю зооінженер.
З 1984 року — головний зоотехнік колгоспу імені Леніна Кролевецького району Сумської області.
Впродовж 1987–1989 років навчався в аспірантурі Московської сільськогосподарської академії імені К. А. Тимірязєва.
З 1990 року — асистент, доцент, проректор із зовнішньоекономічних зв'язків, перший проректор Сумського національного аграрного університету. У 1999–2000 роках за сумісництвом працював деканом зооінженерного факультету.
З квітня 2003 року — директор Сумського державного селекційного центру.
З квітня 2005 року — ректор Сумського національного аграрного університету.
З 5 січня по 19 квітня 2011 року — заступник міністра аграрної політики та продовольства України.
З 20 квітня 2011 року — віце-президент Національної академії аграрних наук України.
З липня 2011 року — виконувач обов'язків ректора Сумського національного аграрного університету, з грудня 2011 року — ректор Сумського національного аграрного університету.
На даний час є заступником голови ради Науково-методичного центру аграрної освіти Міністерства аграрної політики та продовольства України; членом спеціалізованої вченої ради із захисту кандидатських та докторських дисертацій Інституту розведення і генетики тварин НААН, секції аграрної освіти, науки, інформатизації та дорадництва, Науково-технічної ради Міністерства аграрної політики та продовольства України, ради Північно-Східного наукового центру НАН і МОН України, науково-технічної ради Головного управління агропромислового розвитку Сумської обласної державної адміністрації.
Депутат V скликання і голова постійної комісії з питань АПК та соціального розвитку села в Сумській обласній раді.
Член Ради з питань аграрної освіти Міністерства освіти і науки України.
Вільно володіє німецькою мовою.

## Наукова діяльність
У 1989 році захистив кандидатську дисертацію на тему: «Влияние инбридинга различных степеней на молочную продуктивность швицкого скота».
У 1999 році захистив докторську дисертацію в Інституті розведення і генетики тварин УААН: «Селекційні аспекти якісного удосконалення популяції лебединської худоби».
Обраний у 2002 році членом-кореспондентом НААНУ (розведення, селекція, відтворення тварин). Учене звання професора присвоєно у 2003 році.
Обраний у 2010 році дійсним членом (академіком) НААНУ. Відділення зоотехнії (розведення та селекція).
Наукові дослідження спрямовані на виведення конкурентоспроможних вітчизняних порід великої рогатої худоби. Під його керівництвом розроблено оцінку типу будови тіла бурої худоби, включено до переліку ознак добору капа-казеїнові фракції білка молока, напрацьовано концепцію удосконалення бурої худоби регіону за принципом відкритості популяції із залученням найкращого генофонду північноамериканських та західноєвропейських швіців.
Є одним із авторів сумського внутріпородного типу української чорно-рябої молочної породи та бурої молочної породи великої рогатої худоби. 
Голова редакційної ради фахового наукового журналу «Вісник Сумського НАУ».
Під його керівництвом науковий ступінь здобули 5 кандидатів наук. На даний час здійснює підготовку 2 аспірантів та 1 докторанта.
Має 136 публікацій, з них: наукових — 109, навчально-методичного характеру — 27, у тому числі — 4 публікації в іноземних джерелах, 1 монографію, є співавтором ДСТУ.

## Нагороди
Знак Пошани Міністерства аграрної політики України (2008)
Орден «За заслуги» III ступеня (2009)
Заслужений працівник освіти України (2018) 